# Chójki
Chójki – niewielka kolonia w Polsce położona w województwie wielkopolskim, w powiecie konińskim, w gminie Krzymów, w sołectwie Zalesie. W skład tej miejscowości wchodzi 7 gospodarstw.
W latach 1975–1998 miejscowość należała administracyjnie do województwa konińskiego.